# モヤシ
モヤシ（糵、萌やし）は、主に穀類や豆類の種子を人為的に暗所で発芽させ、軟化栽培したスプラウト野菜である。

## 概説
主に緑豆や大豆などの豆類を水につけ、日光に当てずに発芽させたものが「モヤシ」である。広義には、芽もの野菜や軟白栽培野菜までを指した総称とされる。モヤシの語源は、発芽させるを意味する「萌やす」に由来し、その連用形の「萌やし」を名詞化したものである。発芽野菜（新芽野菜）を総称してスプラウト（英: Sprout）といい、モヤシはスプラウトの一種で、他のスプラウトのように生食せずに、加熱して食べる。
スプラウトは生育方法により、アブラナ科のかいわれ大根などのグループとマメ科のモヤシなどのグループに分けられ、前者が種から根を伸ばすのに対し、後者は頭部に種子を付けた状態で伸びていく違いがある。また、栽培方法も、かいわれ大根などは茎が伸びた後は光を当てて栽培するのに対し、モヤシは光を当てることなく暗室のみで栽培するのが一般的である。豆類のモヤシはビーンズスプラウト（ビーンスプラウト、Bean sprout）ともいう。
単なる芽生えをもやしというとは限らない。もやしとは、狭義と広義があり、狭義にはマメ科やダイコンなどの種子を暗所で発芽させたものを、その幼い時期に食用とするもののことである。この場合、普通は温度も与えて栽培し、一種の香味がある。畑も不要でほとんどいつでも生産が可能なので積雪地などで生野菜等が不足する場合でも利用出来るというのが利点となる。豆のものは特に豆もやしと呼ぶこともある。
このようなものは東南アジア、中国、朝鮮半島、日本で主に食用とされる。日本では東北地方で約350年前からの事例があり、野菜として広く利用されるようになったのは明治以降である。材料によって大豆や緑豆のものは豆もやし、小豆では小豆もやし、そばでそばもやしなどがある。
広義の場合、更に様々な植物の軟化生産物を指す。たとえばアスパラガス、ウド、ミツバ、ショウガ、ミョウガなどの軟化品や促進軟化品をこれに含める。一般に陽光を遮って育てるので、徒長して軟弱となり、また色づかないので白ないし黄緑色となるが、ミツバの緑やミョウガの赤などの色づく例もある。

## 種類
もやしの主要な原料は大豆、緑豆、ブラックマッペ（黒緑豆）などである。他にアズキを発芽させた小豆もやし、ムラサキウマゴヤシ（アルファルファ）のもやし（糸もやし）、ソバのもやし（そばもやし）もあり、サラダなどに使われている。中国ではエンドウをモヤシにした豆苗が栽培されており、欧米ではフェヌグリークやアルファルファなどの豆類ももやしも一般的である。
緑豆もやし
緑豆を発芽させたモヤシを「緑豆もやし」といい、一般に「もやし」と呼ばれているもの。別名「グリーンマッペ」ともいう。茎は太くて長い。太めで食味は比較的淡泊でクセがない。先端に黄色っぽい双葉がついている。最もよく出回っているモヤシで、原料の緑豆はほとんどが中国産である。甘みがあり、ビタミン類が豊富。
大豆もやし
大豆を原料として発芽させたものを「大豆もやし」といい、一般に「豆もやし」と呼ばれるもの。茎の先端部分に豆の部分が残っていて、太くて長く、独特の食感がある。タンパク質に富み、ビタミンやカリウムが豊富に含まれている。朝鮮料理のナムルや、中華料理での炒め物に多用されるが、これらで使われるのは大豆による「大豆もやし」が一般的である。沖縄ではマーミナー（豆菜）と呼ばれ、チャンプルー（炒め物）によく使われる。青森県には大鰐温泉もやしという長さ30 cm程度の大豆もやしが存在する。
ブラックマッペもやし
インド原産のブラックマッペ（ケツルアズキ）の黒色の種子を発芽させたモヤシで、「黒豆もやし」ともいう。見た目は緑豆もやしに似るが、やや細い。甘みがあるのが特徴。原料のブラックマッペは戦後にタイやミャンマーからの輸入が始まり、中華料理の普及と共に1965年（昭和40年）頃からブラックマッペもやしの消費量が増加した。以後、1985年（昭和60年)頃になるとスーパーマーケットに定着し、ラーメンや鉄板焼き（ジンギスカン鍋）の需要から人気は急激に高まった。手軽に購入でき多様に調理ができるブラックマッペもやしの普及にしたがい、生産コストの高い小豆もやしや大豆もやしは衰退した。それまでの「豆もやし」の代表であった「小豆もやし」は食味と食感が似る「緑豆もやし」に駆逐され、1990年以降、急激にとって代わられた。
アルファルファ
原料はムラサキウマゴヤシという牧草で、もやし類のなかで最も小さく「糸もやし」とも呼ばれる。シャリッとした歯触りが特徴。独特のやや青臭い香りがあり、味は淡泊で、やわらかいため生食もできる。栄養が豊富で、米国でも人気がある。
スウィートピーナッツ
ピーナッツを発芽させたモヤシ。ビタミンB群を多く含み、味は甘く濃厚で、豆と茎で食味が異なる。

## 栽培
そろって発芽するように、よく充実した種子を入手することが大切である。発芽適温は種類によっても異なるが、いずれも25 - 30度とかなり高温であるため、低温期に栽培する場合は保温や加湿が必要となる。また、発芽には多くの酸素が必要で、酸素不足になると色がきれいにならなかったり、悪臭がするなどのトラブルの原因となる。種子がずっと水に浸かっていると、藻類が発生したり、病害に侵されたりしやすいため、水切りや水洗いを入念に行うことが成否の鍵となる。

### 豆もやしの栽培
原料の豆の種類はブラックマッペ、緑豆、大豆の三種がある。
原料の豆は不純物や害虫に食われたもの、欠けたもの、病気のものなどを取り除いて選別し、水に浸したときに浮き上がった充実が悪いものを取り除く。
その後、豆を流水でよく洗い、豆の量の10倍量の水に一晩漬けておく浸種吸水を行う。容器の口をガーゼなどで覆い水を切ったら、流水で種子をすすぎ水気を切る。このとき湯に15分ほど浸漬して真菌などを殺菌する場合もある。水気を切った豆を通気性のよい薄暗い部屋（軟白栽培）に静かに置き、1日2回ほど丁寧に新しい水ですすぐことを繰り返すと、7日 - 10日程度で発芽する。胚軸が5 cm以上伸びたら収穫できるので、新鮮なうちに利用する。モヤシの根を太く育成するため、しばしばエチレンを添加する等の工夫がされている。

### アルファルファもやしの栽培
原料の種子は水に浸して、浮き上がった種を取り除いて選別する。その後、種子を10倍量の水に一晩つけておく浸種吸水を行い、途中で水を1 - 2回入れ替える。豆もやし栽培に準じて、広口びん容器の口をガーゼなどで覆い水を切ったら、通気性のよい暗所に静かに置いておく。1日2 - 3回ほど広口瓶に水を注ぎ、丁寧にゆっくり揺り動かして種子をすすぐと、胚芽が伸びてきたときに被さっている種皮が外れて、種皮だけを取り除くのに役立つ。胚軸が4 - 5 cm伸びたら収穫できるようになるので、収穫直前に4 - 5時間ほど光に当てて子葉を緑化し、新鮮なうちに利用する。

## 歴史

### 中国
薬草などをまとめた古代中国の『神農本草経』や『靈樞經』に、発芽した黒大豆を黄卷（大豆黄巻）という薬とした記述が見られる。
中国語でモヤシを意味する豆芽という名は、元代の『家居必用』にて、栽培から料理にかけての説明で初めて確認できる。
日本の長崎市で、もやしの生産を行って長い長萠産業の社長である山田正信によると、「もやし栽培は中国から伝わり、戦前までは中国の緑豆を使っていた」としている。

### 日本
日本では、平安時代の『本草和名』で「毛也之」、江戸時代の『和漢三才図会』にて薬効があるものとして紹介されており、食品というよりは薬として珍重されていた。1842年（天保13年）、富山藩ではモヤシ物は奢侈に導くものとして売りさばきが禁じられている。現在の食用を意識したモヤシ物は、1850年以降、長崎に漂着した異人が伝えた栽培方法が江戸に伝わり広まったものである。
日露戦争では特に203高地の戦いにおいて、日本軍は大豆からモヤシを作る技術を知っていたので兵士のビタミンを供給でき、モヤシを知らなかったロシア軍は壊血病になって負けた、という俗説がある。
第二次世界大戦中、光のない環境で容易に栽培でき、ビタミンが豊富なことから潜水艦内でも栽培された。現在でも南極の昭和基地で栽培され、貴重な生野菜食材となっているほか、宇宙食としての利用も研究されている。

## 食品としての特質
特筆すべき成分はないが、低カロリーの割に、ビタミン類やミネラル類、食物繊維をバランスよく含み、わりあい栄養価が高いことで健康的な野菜として世界的にも注目されている。食物繊維は豊富なほうで、豆類が元来持つ栄養素を備えながら、発芽することで豆のときにはなかったビタミンCが生成されるのが特徴である。工場生産に近い環境で大量生産されるため、価格や品質が安定している。光に当てないで発芽させるので、茎が透明感のある白色で、新鮮なものは茎がしっかりして先端の葉が開いていないが、茶色に変色したりひげ根が長いと鮮度が落ちている目安となる。

### 主要な栄養成分
淡色野菜に分類される。緑豆はデンプン、大豆はタンパク質といった、それぞれの豆特有の栄養素を保持しながら、発芽時にビタミンCやアスパラギン酸が生成されることによって、栄養価が向上する。また、発芽時に消化酵素のアミラーゼも生成されるため、糖質の消化も助ける効果も期待できる。
緑豆もやし100g当たり。
- エネルギー：14 kcal
- 水分：95.4 g
- 蛋白質：1.7 g
- 炭水化物 (糖質)：2.6 g

このほか、2-sec-ブチル-3-メトキシピラジンが微量含まれ、モヤシの香りを表現する香料としても用いられる。
ブラックマッペやリョクトウには、血糖値を抑制する効果のあるα-グルコシダーゼ阻害作用がある。

### 調理
下茹でするときは、熱湯にくぐらせるか、少量の水で蒸し煮にする。ただし、豆もやしは豆の部分に火が通るまで加熱する。茹で時間は短くするのが基本で、加熱時間が長すぎるとシャキシャキした歯触りが失われてしまう。また、茹でた後に水に浸してしまうと食味が水っぽくなり、ビタミンなどの栄養素が流失してしまうため、茹でた直後はザルに広げて余熱を冷ますようにする。モヤシのひげ根を取り除いておくと、食べるときの口当たりはよくなるが、必ずしも取らなくてもよい。あまり日持ちしない食材のため、手に入れたらできる限り早く消費し、一時保存するときは密封せずにモヤシが呼吸できる状態を作って冷蔵する。
さっと茹でたものは、お浸し、和え物、味噌汁などの汁の実にする。炒め物で使うときは、生モヤシを直接炒めてもよい。アルファルファは、洗ってサラダや和え物に使える。

### 安全性
豆もやしは日光による殺菌作用のない暗所で栽培されるという性質上、大腸菌をはじめとする細菌が増殖しやすい食品であり、消費者が購入する時点で平均して1gあたり100万 - 1000万の細菌があるといわれている。サルモネラやカンピロバクターなどの食中毒菌についても栽培前に種子の殺菌が行われるのが常であるものの、何らかの理由でひとたび種子に食中毒菌が付着していた場合、増殖しやすい食品であるといえる。2010年には、イギリスで発生したサルモネラ食中毒事件を受けて英国食品基準庁が豆もやしを完全に加熱して調理するよう、勧告を出している。

## 俗語
- 日の光に晒されることなく成長する様と白さから転じ、色白で虚弱な人や痩せている人、屋外遊びをせず日焼けしない児童などを、「もやし」「モヤシっ子」と表現することがある[26]。
- かつて製造されていた中型ロングノンステップバスは、車両が細長く見えることから「モヤシ」と表現されることがある[27]。